# トゥルー・オブセッションズ
『トゥルー・オブセッションズ』（True Obsessions）は、アメリカ合衆国のギタリスト、マーティ・フリードマンが1996年に発表した4作目のスタジオ・アルバム。日本の東芝EMIから先行発売され、その後シュラプネル・レコーズからアメリカ盤もリリースされた。

## 解説
前3作がインストゥルメンタル・アルバムだったのに対して、本作にはボーカル入りの「ラスト・セプテンバー」「シャイン・オン・ミー」「ハンズ・オブ・タイム」「リヴ・アンド・ラーン」が収録された。
大部分の曲ではトニー・フランクリンとニック・メンザがリズム・セクションを担当したが、一部の曲ではフランクリンの紹介によりカーマイン・アピスが参加し、また、以前フリードマンと共にカコフォニーで活動していたジェイソン・ベッカーの紹介で知り合いとなっていたグレッグ・ビソネットも参加。
シュラプネル・レコーズから発売されたアメリカ盤CDは日本盤と曲順が異なり、「シャイン・オン・ミー」「ハンズ・オブ・タイム」の2曲が外された代わりに「サンダー・マーチ」が収録された10曲入りとなっている。「サンダー・マーチ」はフリードマンがアルバム『ドラゴンズ・キス』（1989年）で発表した曲のデモ・ヴァージョンで、録音中にギター・アンプが燃えてしまったが、そのことでかえって良い音を得られたためテープを回し続けたという。

## 収録曲
特記なき楽曲はマーティ・フリードマン作。

### 日本盤
1. ロック・ボックス "Rock Box" – 2:36
2. エスピオナージ "Espionage" – 4:30
3. ラスト・セプテンバー "Last September" (Marty Friedman, Steve Fontano, Stanley Rose) – 4:21
4. イントクシケイテッド "Intoxicated" – 5:53
5. シャイン・オン・ミー "Shine on Me" (M. Friedman, S. Fontano, S. Rose) – 3:53
6. ハンズ・オブ・タイム "Hands of Time" (S. Fontano, Marquez) – 4:10
7. リオ "Rio" – 4:31
8. リヴ・アンド・ラーン "Live and Learn" (M. Friedman, S. Fontano, S. Rose) – 4:03
9. グローイング・パス "Glowing Path" – 6:21
10. ヤーニング "The Yearning" – 3:45
11. フェアウェル "Farewell" – 5:26

### アメリカ盤
1. "Rio"
2. "Espionage"
3. "Last September" (M. Friedman, S. Fontano, S. Rose)
4. "Rock Box"
5. "The Yearning"
6. "Live and Learn" (M. Friedman, S. Fontano, S. Rose)
7. "Glowing Path"
8. "Intoxicated"
9. "Farewell"
10. "Thunder March"

## 参加ミュージシャン
- マーティ・フリードマン - ギター
- ブライアン・ベックヴァー - ピアノ、キーボード
- アレックス・ウィルキンソン - オーケストレーション、パーカッション
- トニー・フランクリン - ベース
- ニック・メンザ - ドラムス
- スタンリー・ローズ - ボーカル
- ジェシ・ブラッドマン - ボーカル(on "Hands of Time")
- グレッグ・ビソネット - ドラムス(on "Last September", "Intoxicated", "Hands of Time")
- カーマイン・アピス - ドラムス("Shine on Me", "Live and Learn")
- ジミー・ハスリップ - ベース(on "Intoxicated")
- トム・ガッティス - バッキング・ボーカル(on "Last September")